# Indianapolis 500 1975

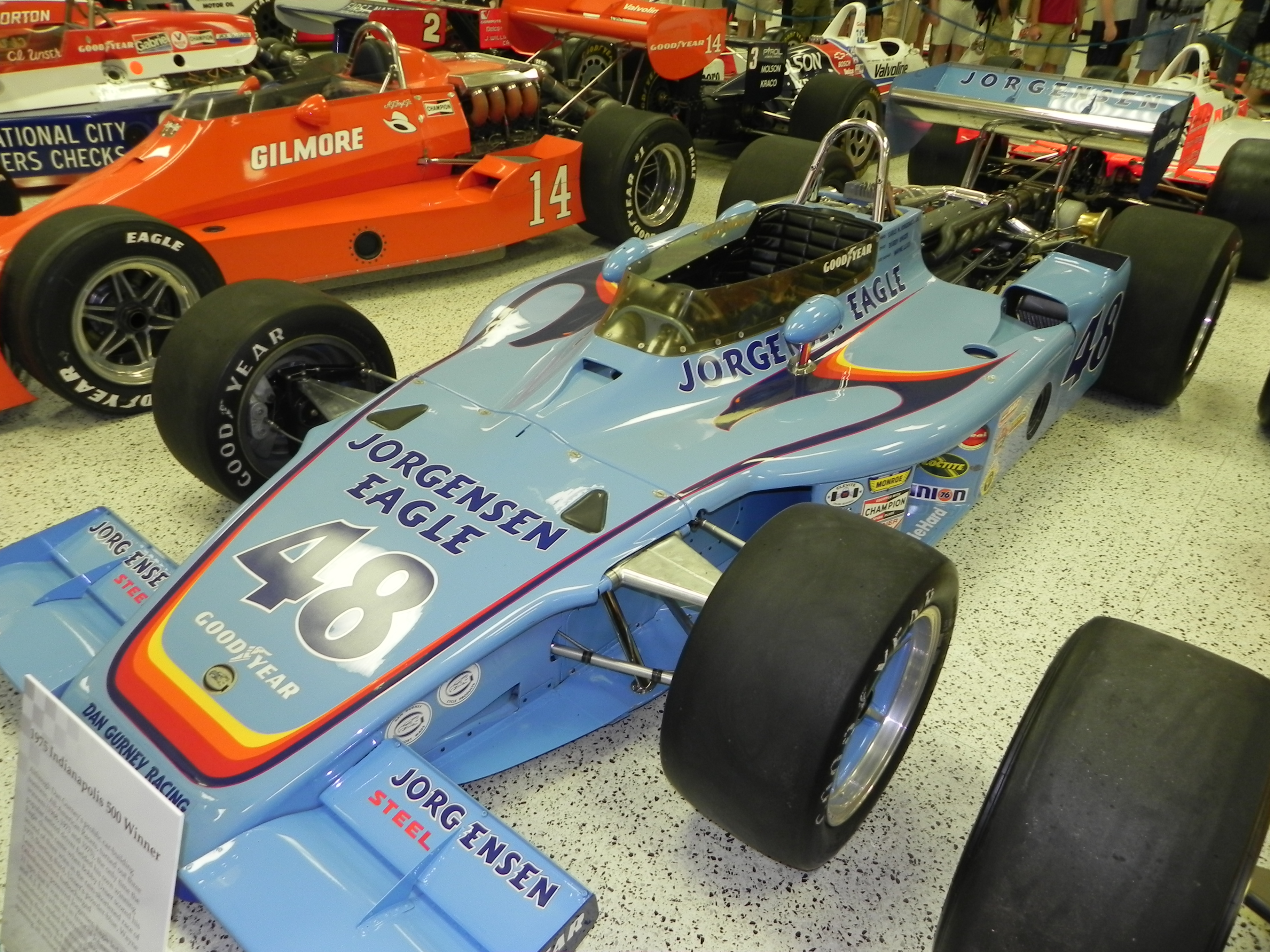
Eagle 74, Siegerwagen von Bobby Unser

Das 59. Indianapolis 500 (offiziell 59th 500 Mile International Sweepstakes) auf dem Indianapolis Motor Speedway fand am 25. Mai 1975 statt.

## Das Rennen
Das Rennen ging über eine Distanz von 200 Runden à 4,023 km, was einer Gesamtdistanz von 804,672 km entspricht (Abbruch nach 174 Runden). Aus der Pole-Position startete A. J. Foyt (Gilmore Racing) mit einer Vierrunden-Durchschnittszeit von 3:05.59 Min. oder 193,976 mph (312,174 km/h). Die schnellste Runde im Rennen drehte Gordon Johncock (Patrick Racing) in 48,10 Sekunden (187,110 mph). Das Rennen war der sechste Lauf zur USAC-Saison 1975.

## Ergebnisse

### Startaufstellung
| Reihe | Innen             | Mitte            | Außen                |
| ----- | ----------------- | ---------------- | -------------------- |
| 1     | A. J. Foyt        | Gordon Johncock  | Bobby Unser          |
| 2     | Tom Sneva         | Mike Mosley      | Lloyd Ruby           |
| 3     | Johnny Rutherford | Bill Vukovich II | Salt Walther         |
| 4     | Jimmy Caruthers   | Al Unser         | Johnny Parsons       |
| 5     | Bobby Allison     | Jerry Grant      | Bill Puterbaugh      |
| 6     | John Martin       | Bentley Warren   | Pancho Carter        |
| 7     | Gary Bettenhausen | Jerry Karl       | Wally Dallenbach sr. |
| 8     | Roger McCluskey   | Bob Harkey       | George Snider        |
| 9     | Sammy Sessions    | Sheldon Kinser   | Mario Andretti       |
| 10    | Larry McCoy       | Steve Krisiloff  | Dick Simon           |
| 11    | Mike Hiss         | Eldon Rasmussen  | Tom Bigelow          |

### Schlussklassement
Wetter: stark bewölkt, 27°, später Regen und Abbruch des Rennens
| Pos. | Nr. | Name                                                  | Chassis           | Motor       | Rd. | Zeit/Rückstand | Qualifikation ø 4 Rd. mph | Start |
| ---- | --- | ----------------------------------------------------- | ----------------- | ----------- | --- | -------------- | ------------------------- | ----- |
| 1    | 48  | Bobby Unser (W)                                       | Eagle 74          | Offenhauser | 174 | 2:54:55.08     | 191,073                   | 3     |
| 2    | 2   | Johnny Rutherford (W)                                 | McLaren M16E      | Offenhauser | 174 | 4,0 Sek.       | 185,998                   | 7     |
| 3    | 14  | A. J. Foyt (W)                                        | Coyote 75         | Foyt        | 174 | 47,702 Sek.    | 193,976                   | 1     |
| 4    | 11  | Pancho Carter                                         | Eagle 74          | Offenhauser | 169 | 5 Rd.          | 183,449                   | 18    |
| 5    | 15  | Roger McCluskey                                       | Riley 74          | Offenhauser | 167 | 7 Rd.          | 183,964                   | 22    |
| 6    | 6   | Bill Vukovich II                                      | Eagle 74          | Offenhauser | 166 | 8 Rd.          | 185,845                   | 8     |
| 7    | 83  | Bill Puterbaugh (R)                                   | Eagle 73          | Offenhauser | 165 | 9 Rd.          | 183,833                   | 15    |
| 8    | 97  | George Snider                                         | Eagle 72          | Offenhauser | 165 | 9 Rd.          | 182,918                   | 24    |
| 9    | 40  | Wally Dallenbach Sr.                                  | Wildcat MK 1      | SGD         | 162 | Motor          | 190,648                   | 21    |
| 10   | 33  | Bob Harkey (abgelöst von Salt Walther (Rd. 18 – 162)) | McLaren M16C      | Offenhauser | 162 | 12 Rd.         | 183,786                   | 23    |
| 11   | 98  | Steve Krisiloff                                       | Eagle 72          | Offenhauser | 162 | 12 Rd.         | 182,408                   | 29    |
| 12   | 19  | Sheldon Kinser (R)                                    | Kingfish 73       | Offenhauser | 161 | 13 Rd.         | 182,389                   | 26    |
| 13   | 30  | Jerry Karl                                            | Eagle 72          | Chevrolet   | 161 | 13 Rd.         | 182,537                   | 20    |
| 14   | 78  | Jimmy Caruthers                                       | Eagle 72          | Offenhauser | 161 | 13 Rd.         | 185,615                   | 10    |
| 15   | 45  | Gary Bettenhausen                                     | Eagle 72          | Offenhauser | 158 | Unfall         | 182,611                   | 19    |
| 16   | 4   | Al Unser (W)                                          | Eagle 74          | Offenhauser | 157 | Defekt         | 185,452                   | 11    |
| 17   | 36  | Sammy Sessions                                        | Eagle 74          | Offenhauser | 155 | Motor          | 182,751                   | 25    |
| 18   | 17  | Tom Bigelow                                           | Vollstedt 73      | Offenhauser | 151 | Elektrik       | 181,864                   | 33    |
| 19   | 93  | Johnny Parsons                                        | Eagle 72          | Offenhauser | 140 | Getriebe       | 184,521                   | 12    |
| 20   | 73  | Jerry Grant                                           | Eagle 73          | Offenhauser | 137 | Motor          | 184,266                   | 14    |
| 21   | 44  | Dick Simon                                            | Eagle 72          | Foyt        | 133 | 31 Rd.         | 181,891                   | 30    |
| 22   | 68  | Tom Sneva                                             | McLaren M16C      | Offenhauser | 125 | Unfall         | 190,094                   | 4     |
| 23   | 24  | Bentley Warren                                        | Kingfish 73       | Offenhauser | 120 | 44 Rd.         | 183,589                   | 17    |
| 24   | 58  | Eldon Rasmussen (R)                                   | RasCar-Atlanta 74 | Foyt        | 119 | Ventile        | 181,910                   | 32    |
| 25   | 16  | Bobby Allison                                         | McLaren M16C      | Offenhauser | 112 | Getriebe       | 184,398                   | 13    |
| 26   | 12  | Mike Mosley                                           | Eagle 74          | Offenhauser | 94  | Motor          | 187,833                   | 5     |
| 27   | 89  | John Martin                                           | McLaren M16B      | Offenhauser | 61  | Kühlung        | 183,655                   | 16    |
| 28   | 21  | Mario Andretti (W)                                    | Eagle 74          | Offenhauser | 49  | Unfall         | 186,480                   | 27    |
| 29   | 94  | Mike Hiss                                             | Finley 73         | Offenhauser | 39  | Unfall         | 181,754                   | 31    |
| 30   | 63  | Larry McCoy (R)                                       | RasCar-Atlanta 74 | Offenhauser | 24  | Motor          | 182,760                   | 28    |
| 31   | 20  | Gordon Johncock (W)                                   | Wildcat MK 1      | SGD         | 11  | Zündung        | 191,653                   | 2     |
| 32   | 7   | Lloyd Ruby                                            | McLaren M16E      | Offenhauser | 7   | Motor          | 186,984                   | 6     |
| 33   | 77  | Salt Walther                                          | McLaren M16C      | Offenhauser | 2   | Zündung        | 185,701                   | 9     |

(W)=früherer Gewinner / (R)=Rookie / alle Starter auf Goodyear-Reifen

### Führungsrunden
| Fahrer            | Team                | Anzahl |
| ----------------- | ------------------- | ------ |
| Wally Dallenbach  | Patrick Racing      | 96     |
| A. J. Foyt        | Gilmore Racing Team | 53     |
| Bobby Unser       | All American Racers | 11     |
| Gordon Johncock   | Patrick Racing      | 8      |
| Johnny Rutherford | Team McLaren        | 5      |
| Bobby Allison     | Team Penske         | 1      |